# In a Woman's Heart
"In A Woman's Heart" ("No coração de uma mulher") foi a canção maltesa no Festival Eurovisão da Canção 1996 que se realizou em Oslo em 18 de maio de 1996.
A referida canção foi interpretada em inglês por Miriam Christine. Foi a sexta canção a ser interpretada na noite do evento, a seguir à canção cipriota "Mono Yia Mas, interpretada por Constantinos e antes da canção croata "Sveta ljubav", cantada por Maja Blagdan. Terminou a competição em décimo lugar, tendo recebido um total ce 68 pontos. No ano seguinte, em 1997, foi sucedida pela canção "Let Me Fly", interpretada por Debbie Scerri.

## Autores
- Letrista:  Alfred C. Sant
- Compositor: Paul Abela
- Orquestrador: Paul Abela

## Letra
A canção é um balada, com Miriam cantando sobre o fa(c)to de estar apaixonada por um homem que ela está insegura se ela deveria estar apaixonada por ele. Ela canta "No coração de uma mulher, um sonho é viver a vida todos os dias", explicando que ela acreditava nas promessas dele. Parece que ele está de partida agora e ela canta que isto está "cortando um coração de mulher..